# Глаз омара (оптика)

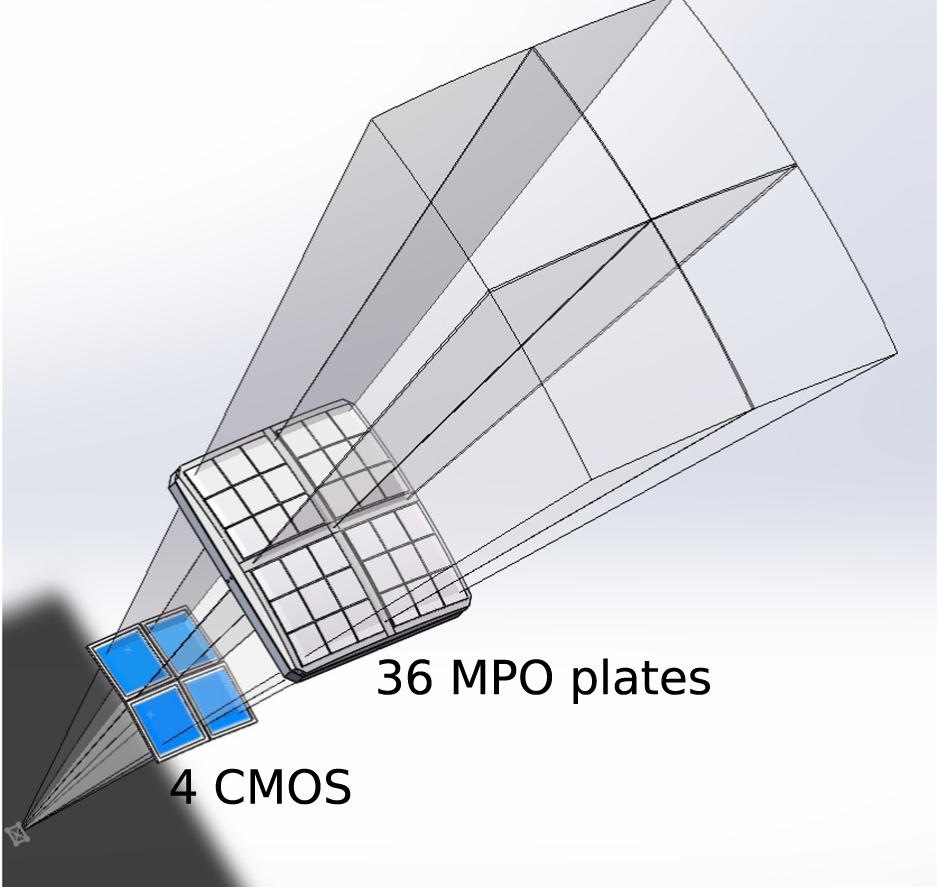
Оптическая система «глаз омара» телескопа LEIA.

Глаз омара (также Глаза лобстера, англ. Lobster-eye optics) — схема в рентгеновской оптике, которая имитирует структуру глаза омара и может иметь сверхширокое поле зрения. Применение этой схемы в рентгеновской астрономии позволяет не только наблюдать за заранее выбранными объектами, но и осуществлять непрерывный мониторинг больших областей небесной сферы. Хотя «глаз омара» был предложен ещё в 1970-х годах, он был впервые использован для астрономических наблюдений в миссии Lobster Eye Imager for Astronomy (LEIA) на китайском космическом аппарате-демонстраторе технологий SATech‑01, запущенном в 2022 году. По этой же схеме построен широкоугольный рентгеновский телескоп WXT, установленный на запущенной в январе 2024 года космической обсерватории Einstein Probe, созданной Китайской академией наук. Планируется применение «глаза омара» в ряде других проектов космических рентгеновских телескопов.
Приборы, построенные по этой схеме, находят применение также в медицине и системах безопасности.

## Описание

Рис. 1. Двумерная фокусирующая оптика Шмидта (а) и Энджела (б).

Рис. 2. Ход лучей в системе «глаз омара».

Рис. 3. Крестообразная функция рассеяния точки «глазом омара».

Оптическая система «глаза омара» имитирует структуру сложных глаз омаров, которые состоят из множества длинных узких ячеек квадратного сечения, расположенных на сферической поверхности. Эти ячейки не имеют преломляющих элементов, изображение фокусируется благодаря тому, что падающие с одного направления лучи отражаются от внутренних стенок разных ячеек под разными углами. Рентгеновская оптическая система построена по тому же принципу — она представляет собой изогнутую пластину, усеянную множеством микроканальных отверстий (или микропор) квадратного сечения. Рентгеновское излучение, попадающее в эти каналы под малыми углами, фокусируется за счёт отражения от их стенок. Большое количество каналов, имеющих различные направления, позволяет получить широкое поле зрения, а фокусировка повышает светочувствительность.
Широкоугольная рентгеновская оптическая система была предложена в 1975 году сотрудником Института Макса Планка В. Шмидтом. В этой схеме, называемой «коллиматорным фокусирующим объективом Шмидта» используются две группы тонких плоских отражателей из фольги, расположенные перпендикулярно друг к другу. Пластины в каждой группе расположены веером, по периметрам цилиндров разных радиусов (Рис. 1а). Рентгеновские лучи, приходящие с одного направления, отражаются от разных пластин одного веера под разными углами и фокусируются в линию на поверхности цилиндра с радиусом вдвое меньшим, чем радиус образующего цилиндра (Рис. 2). Два перпендикулярно расположенных веера фокусируют приходящие от точки лучи в две перпендикулярных линии (крест) с максимальной яркостью в точке их пересечения. Поле зрения такой системы теоретически может составлять до 360 градусов по азимуту и до 90 % телесного угла в полярном направлении, то есть почти полностью охватывать собой полусферу.
В 1979 году астроном Р. Энджел предложил схему для фокусировки рентгеновских лучей, которую принято называть «глазом омара». Схема Энджела может рассматриваться как особый случай системы Шмидта, где два пересекающихся веера отражателей, расположенных по периметру цилиндров одинаковых радиусов {\displaystyle {R}}, образуют структуру в виде изогнутого сферического сегмента с множеством квадратных каналов (Рис. 1б). В конце 1980-х — начале 1990-х годов были предложены методы создания рентгеновской оптики типа «глаз омара» из микроканальных пластин, используемых в электронных умножителях. Проведенные эксперименты показали, что стандартные микроканальные пластины с круглыми каналами (порами) не подходят для создания фокусирующих систем, в то время как пластины с квадратными порами размером в десятки микрон резко увеличивают эффективность фокусировки за счет отражения от стенок каналов и могут быть применены для создания фокусирующей рентгеновской оптики с достаточно высоким разрешением и эффективностью использования поверхности. Для получения широкого поля обзора применяются изогнутые микроканальные пластины, получаемые вытягиванием, плавлением и травлением волокон свинцового стекла, с толщиной 1-4 миллиметра,  квадратными порами размером 20-40 микрон и перегородками между порами толщиной в единицы микрон. Внешние стенки перегородок между порами покрываются плёнкой из алюминиевого сплава, а стенки каналов — тонким отражающим слоем из иридия.
В системе «глаз омара» изображение в фокусе формируется лучами, последовательно отразившимися от соседних стенок канала и концентрирующимися на фокальной поверхности {\displaystyle {F}} с радиусом равным {\displaystyle {R}/2}. Лучи, приходящие с разных направлений, отражаются от стенок каналов под разными углами и фокусируются в разных точках фокальной поверхности (Рис. 2). Генерируемое в фокусе изображение точечного источника представляет собой крестообразную структуру с ярким пятном {\displaystyle {A}} в центре, формируемым лучами отразившимся от двух ортогональных стенок канала, двумя менее яркими пересекающимися линиями {\displaystyle {B}} и {\displaystyle {C}}, образованными лучами, отразившимися только от одной из стенок, и слабым рассеянным фоном {\displaystyle {D}} от лучей, прошедших ячейки без отражения (Рис. 3). Основной недостаток «глаза омара» — необходимость большого размера регистрирующих изображение детекторов, устанавливаемых на изогнутой фокальной поверхности системы.
Угловое разрешение системы «глаз омара» {\displaystyle \Delta \Theta {g}} можно оценить как отношение размера канала (микропоры) {\displaystyle {d}} к фокусному расстоянию, равному {\displaystyle {R}/2}: {\displaystyle \Delta \Theta {g}=2{d}/{R}}. Полное поле зрения {\displaystyle {FoV}} формируется всеми каналами и для системы имеющей {\displaystyle {N}\times {N}} каналов определяется как {\displaystyle {FoV}={N}(2{d}/{R})={N}\Delta \Theta {g}}. Размер поля зрения зависит только от угловых размеров оптической системы и детектора, угловое разрешение системы тем выше, чем меньше размер пор и больше фокусное расстояние. Но большое фокусное расстояние затрудняет построение систем с широким полем зрения, а выбор размера каналов (микропор) ограничен технологией изготовления микропористых пластин и зависит от длины волны исследуемого излучения. Для энергий в районе 1 кэВ оптимальный размер ячейки, с учётом компенсации всех существенных аберраций, равен примерно 25-30 микронам при длине канала 1-2 миллиметра. Теоретически достижимый предел углового разрешения для широкоугольной системы с фокусным расстоянием порядка 30 см составит при этом около 30 угловых секунд. Реально достижимое угловое разрешение зависит от технологии и точности изготовления объективов, которые собираются из нескольких микропористых пластин, а также ряда внешних факторов. Разрешение широкоугольного рентгеновского телескопа WXT, установленного на космической обсерватории Einstein Probe, составляет около 5 угловых минут.

## Применение

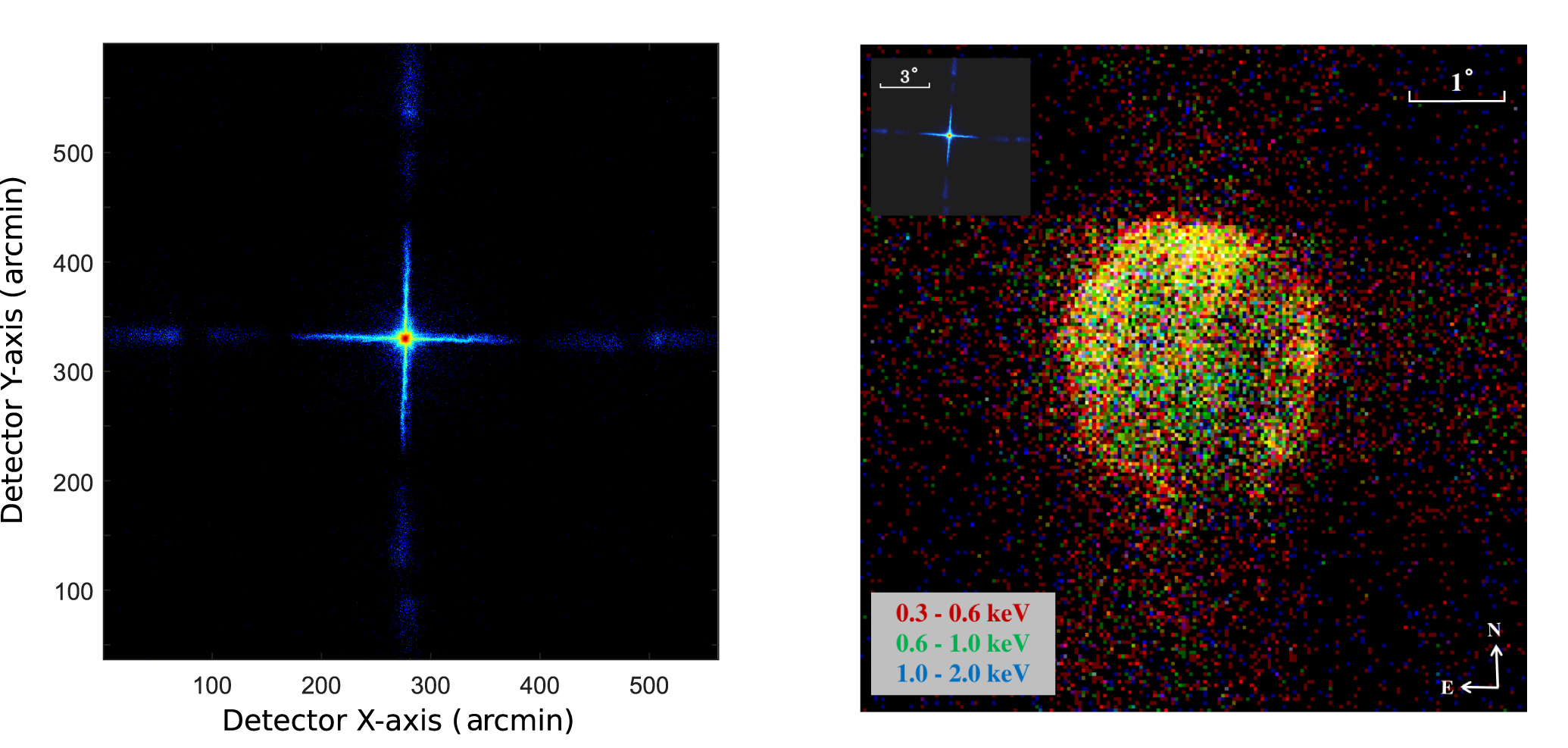
Рентгеновские изображения, полученные телескопом LEIA. Слева: источник Скорпион X-1, справа: Петля Лебедя.

Большинство рентгеновских телескопов имеют ограниченное поле зрения, не более 1°. Они имеют высокое разрешение и обеспечивают точные измерения выбранных для наблюдения источников. При этом существует необходимость в инструментах другого типа, которые могли бы непрерывно наблюдать большие области видимой небесной сферы и обнаруживать события, которые невозможно предсказать заранее, а также осуществлять долгосрочный мониторинг переменных источников. Для таких применений не требуется высокого разрешения, но необходимо широкое поле зрения. «Глаз омара» обеспечивает большие углы обзора при приемлемом разрешении, что делает его перспективным инструментом для астрономических наблюдений.
В 2017 году на чешском наноспутнике VZLUSAT-1 был запущен экспериментальный рентгеновский телескоп, использующий упрощенную одномерную оптику Шмидта и оптическую маску в виде расположенного перед оптической системой тонкого стержня, позволяющую локализовать положение объекта во втором измерении. Поле зрения этого инструмента составило 3.2° X 3.2°, что уже позволяет отнести его к широкоугольным. В то же время размеры наноспутников не позволяют разместить систему, позволяющую осуществлять мониторинг в более широких углах при приемлемой чувствительности, для этого требуются аппараты большего размера.
Первым широкоугольным рентгеновским телескопом, построенныи по схеме Энджела, стал Lobster Eye Imager for Astronomy (LEIA), запущенный на китайском космическом аппарате-демонстраторе технологий SATech‑01 в 2022 году. LEIA имеет угол обзора 18,6° X 18,6° и включает 36 микроканальных пластин, объединённых в 4 группы по 9. Изображение, формируемое каждой группой, регистрируется одним из 4-х КМОП-сенсоров, каждый из которых имеет размеры 60 X 60 мм и разрешение 4096 X 4096 пикселей. Рентгеновский телескоп WXT космической обсерватории Einstein Probe, запущенной в январе 2024 года, обеспечивает одновременный обзор примерно 1/12 части небесной сферы и состоит из 12 модулей, каждый из которых аналогичен LEIA. Планируется использование рентгеновских телескопов с оптикой «глаз омара» на американском (проект TAO‑ISS) и европейском (ISS‑Lobster) сегментах МКС, в проектах THESEUS, SVOM, SMILE и других.
Оптика типа «глаз омара» также находит применение в медицине и системах безопасности. На её базе возможно создание портативных приборов для регистрации рассеянного объектами рентгеновского излучения, таких как LEXID («Lobster-Eye» X-ray Inspection Device), разработанный компанией Physical Optics Corporation и позволяющий обнаруживать предметы, расположенные за преградами.